# سیدنی چیلتون میوبورن
سیدنی چیلتون میوبورن (انگلیسی: Sydney Chilton Mewburn; ۴ دسامبر ۱۸۶۳ – ۱۱ اوت ۱۹۵۶) وکیل، سیاستمدار و پرسنل نظامی اهل پادشاهی متحد بریتانیای کبیر و ایرلند بود.